# 大塚貴汪
大塚 貴汪（おおつか たかひろ、1956年 - 2012年9月）は　日本のプロ沖釣り釣り師。東京都出身。

## 来歴
ダイワフィールドテスターとして活動し、カワハギ・マルイカ釣りといった沖釣りの新しいスタイルを次々と開拓した。
「THE フィッシング」ではライトゲームやマダイゲームなど自身のシリーズ企画が放送されるなど人気を博した。
2012年9月中旬に呼吸器不全により逝去。56歳没。当時は本人の遺志で公表されなかったが、亡くなってから約1ヶ月半経った10月30日に遺族の意向を確認した上で初めて公表された。

## 出演作品

### VHS
- 初心者と呼ばれたくない人の沖釣り入門 (1993年4月21日、ポニーキャニオン)
- 釣りしんぼ 真鯛編 (1997年8月20日、ポニーキャニオン)
- 釣りしんぼ2 カワハギ・メバル編 (1997年11月19日、ポニーキャニオン)

### DVD
- ザ・フィッシング プレミアム・コレクション 大塚貴汪編 (2008年3月7日、ローランズ・フィルム)

## 出演番組
- THE フィッシング（テレビ大阪）

1988年頃から出演し、生前最後の出演となった2012年9月22日まで約24年に渡って出演した。
- FISHING WORLD（釣りビジョン）

## 著書
- 乗合船フィッシング (1989年12月、つり人社) ISBN 978-4885366550
- 海釣り入門 (1993年2月、西東社) ISBN 978-4791608751
- THE 乗合船フィッシングスペシャル (1996年6月、つり人社) ISBN 978-4885366765
- 大塚貴汪の沖釣りパーフェクトブック (1997年11月、つり人社) ISBN 978-4885364013
- 大塚貴汪の沖釣り特訓塾 (1998年7月、辰巳出版) ISBN 978-4886413147
- 沖釣り応援団 (2007年12月、つり人社) ISBN 978-4885365744
- 大塚貴汪の激釣テクニック (2010年2月15日、辰巳出版) ISBN 978-4777807567
- 大塚貴汪の激釣テクニック2 (2010年10月15日、辰巳出版) ISBN 978-4777808199

## リンク
- THEフィッシングプロフィール
- 釣りビジョンプロフィール